# Nancy Usero
Nancy Usero Til (Zaragoza) es una ex gimnasta rítmica española que fue componente de la selección nacional de gimnasia rítmica de España en la modalidad de conjuntos, además de ser seleccionadora nacional de 1998 a 2001. Su logro más reseñable como gimnasta es la medalla de bronce obtenida en el Campeonato Europeo de 1984. Actualmente asume el puesto de Dirección y Coordinación de Gimnasia Rítmica en la Real Federación Española de Gimnasia.

## Biografía deportiva

### Como gimnasta
Se inició en el Club Escuela de Gimnasia Rítmica de Zaragoza. En 1982 logró la medalla de bronce en la general de la 2ª categoría en el Campeonato de España Individual celebrado en Palencia. Entró a formar parte del conjunto español de gimnasia rítmica, donde entrenaría en el Gimnasio Moscardó de Madrid a las órdenes de la seleccionadora nacional Emilia Boneva y la entrenadora de conjuntos, Ana Roncero. Georgi Neykov era el coreógrafo del equipo. En 1984 logró la medalla de bronce en el concurso general del Campeonato Europeo de 1984 en Viena. La integrantes del conjunto que logró esta medalla eran Nancy, Pilar Domenech, María Fernández (capitana), Virginia Manzanera, Eva Obalat y Graciela Yanes, además de Rocío Ducay y Ofelia Rodríguez como suplentes. Tras este logro les fue concedida a todas la Medalla al Mérito Gimnástico de 1984, galardón de la Real Federación Española de Gimnasia que les fue entregado en 1985 en una ceremonia presidida por Alfonso de Borbón y Dampierre, duque de Cádiz, entonces presidente del COE. 
Posteriormente, en 1985, obtuvo el 7º puesto en el Campeonato Mundial de Valladolid. El conjunto en este campeonato lo formaron Nancy, Pilar Domenech, María Fernández, Eva Obalat, Ofelia Rodríguez y Graciela Yanes, además de Ester Domínguez, Rocío Ducay, Laura Manzanera y Estela Martín como suplentes.

### Como entrenadora
Tras su retirada ejerció como directora técnica de la Federación Aragonesa de Gimnasia y preparó a gimnastas en el Club Escuela de Gimnasia Rítmica de Zaragoza, llegando a entrenar desde 1994 a Esther Domínguez hasta que esta fue llamada por la seleccionadora nacional individual Mar Lozano.
En 1997, Nancy es seleccionada como responsable del conjunto júnior nacional. En septiembre de 1998, fue nombrada seleccionadora nacional de gimnasia rítmica en la modalidad de conjuntos, sustituyendo en el puesto a María Fernández Ostolaza, que fue compañera suya en su etapa como gimnasta. Contó con Dalia Kutkaite como asistente y entrenadora del conjunto júnior, y con Cristina Álvarez como coreógrafa el primer año. Durante 1999 y 2000, los dos ejercicios fueron el de 3 cintas y 2 aros y el de 10 mazas, el primero con «Zorongo gitano» y el segundo con «Babelia» de Chano Domínguez, Hozan Yamamoto y Javier Paxariño, como música durante 1999. El conjunto titular lo compusieron ese año Sara Bayón, Marta Calamonte, Lorena Guréndez, Carolina Malchair, Beatriz Nogales y Paula Orive. A finales de mayo se disputó el Campeonato Europeo en Budapest. En el concurso general, el conjunto quedó en 7ª posición, debido a una mala calificación en el ejercicio de 10 mazas. En la competición de 3 cintas y 2 aros obtuvo la medalla de bronce. En agosto el conjunto logró la medalla de plata en 3 cintas y 2 aros en el DTB-Pokal de Bochum. A finales de septiembre se disputó el Campeonato Mundial de Osaka. El conjunto quedó en 7ª posición en el concurso general, lo que les dio la clasificación para los Juegos Olímpicos de Sídney del año siguiente. Posteriormente, ocupó el 6º sexto lugar tanto en el ejercicio de 3 cintas y 2 aros como en el de 10 mazas.
En septiembre de 2000 tuvieron lugar los Juegos Olímpicos de Sídney. Habían compuesto nuevos montajes tanto para el ejercicio de 3 cintas y 2 aros, ahora con música de Los Activos y Vicente Amigo, como para el de 10 mazas, con un medley de The Corrs y Loreena McKennitt. El conjunto español, compuesto por Igone Arribas, Marta Calamonte, Lorena Guréndez (capitana), Carolina Malchair, Beatriz Nogales y Carmina Verdú, tenía la oportunidad de revalidar la medalla de oro conquistada cuatro años atrás en Atlanta en la misma competición. Sin embargo, una serie de errores en la ejecución de los dos ejercicios, como un nudo en una cinta y dos caídas de mazas, provocó que el combinado español se situara en la 10.ª y última posición en la fase de clasificación, por lo que no pudo participar en la final.
En octubre de 2000 Nancy Usero fue renovada como seleccionadora del conjunto, puesto en el que seguiría hasta marzo de 2001, fecha en la que fue sustituida por Nina Vitrichenko, que sería seleccionadora entre marzo y septiembre de ese año.
El 16 de noviembre de 2019, con motivo del fallecimiento de Emilia Boneva, unas 70 exgimnastas nacionales, entre ellas Nancy, se reunieron en el tapiz para rendirle tributo durante el Euskalgym. El evento tuvo lugar ante 8.500 asistentes en el Bilbao Exhibition Centre de Baracaldo y fue seguido además de una cena homenaje en su honor.

## Legado e influencia

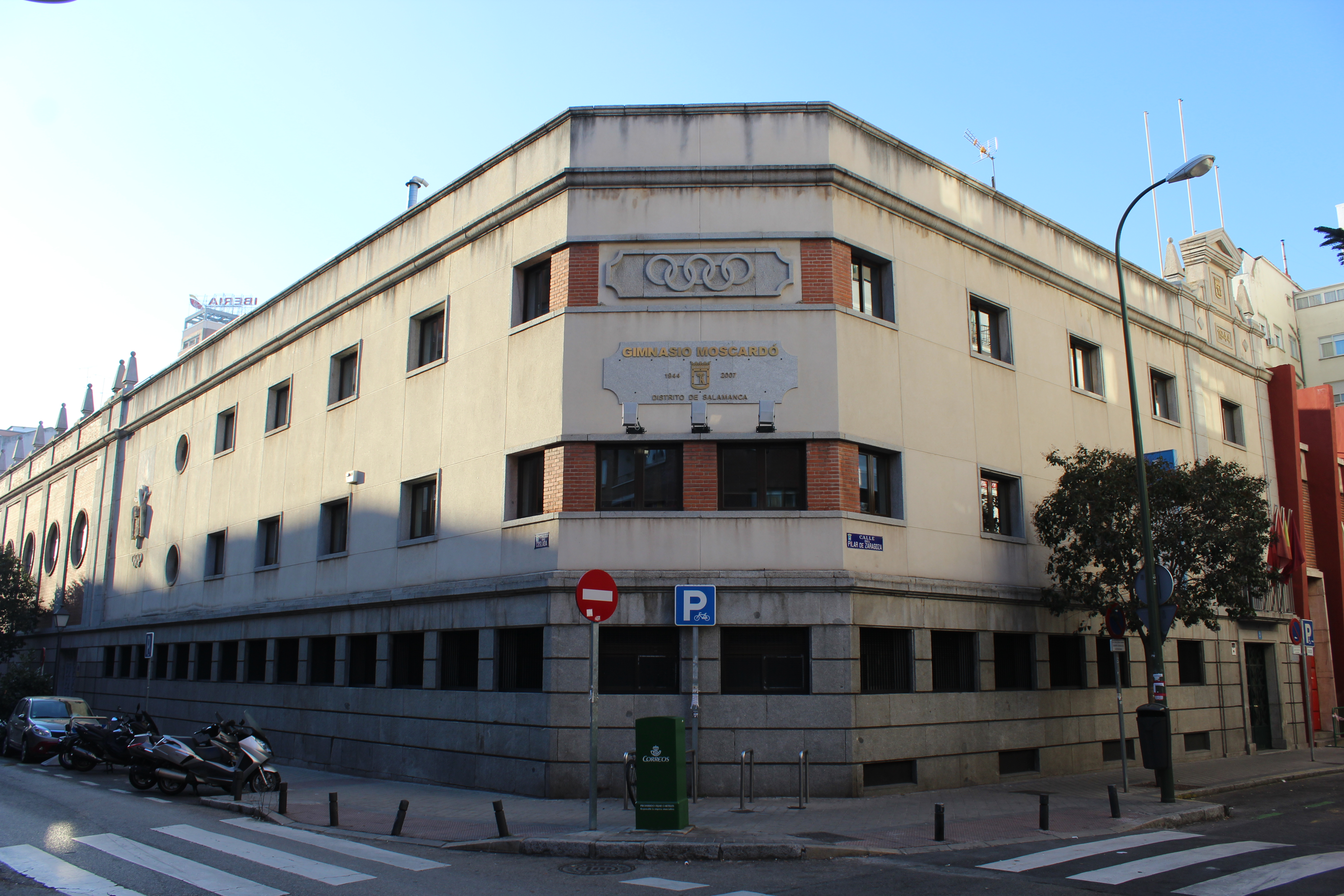
El Gimnasio Moscardó, en el distrito de Salamanca (Madrid), fue el lugar de entrenamiento de la selección nacional de gimnasia rítmica hasta 1997.

La medalla de bronce en el Europeo de Viena en 1984 fue la primera para el conjunto español desde 1975, e inició un amplio periodo de consecución de preseas internacionales. En una entrevista en 2016, la capitana de aquel conjunto, María Fernández Ostolaza, destacaba la importancia de esa medalla para la gimnasia rítmica española:

«En aquella época, nosotras lo que queríamos era derrocar a los países del Este [...] Como las medallas eran siempre Rusia, Bulgaria y Checoslovaquia, lo nuestro fue un grandísimo hito y el bronce del Europeo sí que fue una hazaña para el equipo. Fue el inicio de algo».
—María Fernández, en declaraciones en 2016 a Córner-rítmica

## Música de los ejercicios
| Año         | Aparatos           | Música                                                       |
| ----------- | ------------------ | ------------------------------------------------------------ |
| 1983 - 1984 | 3 aros y 3 cuerdas | Desconocida.                                                 |
| 1984        | 3 aros y 3 cuerdas | Desconocida.                                                 |
| 1985        | 3 aros y 3 pelotas | El pasodoble «Francisco Alegre» de Quintero, León y Quiroga. |

## Palmarés deportivo

### Selección española
| 1984 - Campeonato de Europa de Viena Bronce en concurso general | 1985 - Campeonato del Mundo de Valladolid 7º puesto en concurso general |

## Premios, reconocimientos y distinciones
- Medalla al Mérito Gimnástico de 1984, otorgada por la Real Federación Española de Gimnasia (1984)[13]

## Filmografía

### Programas de televisión
| Programas de televisión | Programas de televisión | Programas de televisión | Programas de televisión   |
| Año                     | Título                  | Cadena                  | Notas                     |
| ----------------------- | ----------------------- | ----------------------- | ------------------------- |
| 1999                    | Escuela del deporte     | La 2 de TVE             | Entrevistada en reportaje |